# Deltablues
Deltablues is een muziekstroming uit het zuiden van de Verenigde Staten. De benaming "deltablues" (ook wel Mississippi blues) verwijst naar de Mississippi Delta, een gebied in de staat Mississippi (niet te verwarren met de Mississippi River Delta). Deze regio is vooral bekend door zijn katoenvelden. Het hart van de deltabluesscene is Clarksdale, Mississippi. Hier zou zich het kruispunt bevinden waar Robert Johnson zijn ziel aan de duivel zou hebben verkocht om een betere gitarist te worden (The Crossroads). Door de jaren werd het kruispunt van Highway 49 en Highway 61 bestempeld als "the Crossroad" door de talloze muzikanten op weg van het Zuiden naar Memphis, Chicago of New York om daar naam en faam te maken. 
In de delta ligt ook het plaatsje Tutwiler, waar W.C. Handy een man hoorde spelen op een gitaar, die de akkoorden vormde met een mes op de hals van de gitaar in plaats van de klassieke manier (slide guitar). Hij vond dit "de vreemdste muziek die hij ooit gehoord had". Later was W.C. Handy de eerste "officiële" bluescomponist, en wordt dan ook beschouwd als de ontdekker van de blues. 